# 1654
Епоха великих географічних відкриттів •  Ганза •  Річ Посполита •  Запорозька Січ •  Хмельниччина

## Геополітична ситуація
Османську імперію очолює Мехмед IV (до 1687). Під владою османського султана перебувають Близький Схід та Єгипет, Середземноморське узбережжя Північної Африки, частина Закавказзя, значні території в Європі: Греція, Болгарія та Сербія. Васалами османів є Волощина та Молдова.
Священна Римська імперія — наймогутніша держава Європи. Її територія охоплює, крім німецьких земель, Угорщину з Хорватією, Богемію, Північну Італію. Її імператором є Фердинанд III з родини Габсбургів (до 1657).
Габсбург Філіп IV Великий є королем Іспанії (до 1665). Йому належать Іспанські Нідерланди, південь Італії, Нова Іспанія, Нова Гранада та Нова Кастилія в Америці, Філіппіни. Королем Португалії проголошено Жуана IV, хоча Іспанія це проголошення не визнає. Португалія має володіння в Бразилії, в Африці, в Індії, на Цейлоні, в Індійському океані й Індонезії.
Північ Нідерландів займає Республіка Об'єднаних провінцій. Король Франції — Людовик XIV (до 1715). В Англії триває Англійська революція, встановлено Англійську республіку. Король Данії та Норвегії — Фредерік III (до 1670), король Швеції — Карл X Густав (до 1660). На Апеннінському півострові незалежні Венеціанська республіка та Папська область. Королем Речі Посполитої є Ян II Казимир (до 1668).
Царем Московії є Олексій Михайлович (до 1676).
Українська держава уклала договір з Московським царством. Її очолює Богдан Хмельницький. На півдні України існує Запорозька Січ. Існують Кримське ханство, Ногайська орда.
В Ірані правлять Сефевіди.
Значними державами Індостану є Імперія Великих Моголів, Біджапурський султанат, султанат Голконда, Віджаянагара. В Китаї править Династія Цін. У Японії триває період Едо.

## Події

### В Україні
- 18 січня відбулася Переяславська рада, рішенням якої Україна мала вступити у військово-політичний союз із Московщиною.
- Підписано Березневі статті.
- Військо запорозьке вирушило в похід на Литву.
- Кримське ханство знову очолив Мехмед IV Ґерай.
- Цей рік вважається датою заснування міста Харків.  → Так, у «Наказній памяті», від  30 вересня (12 жовтня) 1654 року говорилося: «Которые черкасы построились .. промеж речек Харькова и Лопани о городовом строении, и что вы по их челобитью .. писали, а велели .. городового места осмотреть и описать и чертеже чертить и черкас переписать»…

### У світі
- Московські війська захопили Смоленськ. Почалася тринадцятирічна московсько-польська війна.
- Поляки залучилися підтримкою татар.
- Воєводою Волощини став Константин Щербан.
- Перша англо-голландська війна завершилася підписанням на вигідних для Англії умовах Вестмінстерської угоди.
- 12 квітня Олівер Кромвель ввів в англійський парламент представників Шотландії, закріплюючи об'єднання країн.
- Олівер Кромвель послав флот на Кариби для протистояння іспанським інтересам. Почалася Англо-іспанська війна 1654—1660 років.
- 12 вересня Кромвель наказав стратити членів парламенту, що протистояли йому.
- 7 червня у Реймсі відбулася коронація Людовика XIV, який вже став повнолітнім.
- Помер римський король Фердинанд IV Габсбург.
- Королем Швеції став Карл X Густав. Колишня королева Христина після зречення таємно перейшла в католицизм.
- У Делфті вибухнув арсенал, загинуло понад 100 людей, серед них здібний учень Рембрандта Карел Фабріціус.
- 26 січня капітулювало місто Ресіфі, що практично означало кінець Голландської Бразилії.
- Почалася курляндська колонізація Америки — перші поселенці прибули на Тобаго.
- 8 липня до Північної Америки прибув перший єврей — переселенець із Голландської Бразилії Яків Барсімсон.

## Наука
- Отто фон Ґеріке провів експеримент з магдебурзькими півкулями, продемонструвавши силу атмосферного тиску.

## Народились
див. також Категорія:Народились 1654
- 4 травня — Сюань Є, другий імператор з династії Цін

## Померли
- Афанасій III Пателар

див. також Категорія:Померли 1654